# María Gabriela de Faría
Maria Gabriela de Faría est une actrice, styliste et chanteuse
vénézuélo-portugaise, née le 11 septembre 1992 à Caracas. 

## Filmographie
- 2002 : Trapos íntimos : María Fernanda Santacruz (3 épisodes)
- 2003 : La señora de Cárdenas : Maria Elena Cárdenas Rodriguez
- 2005 : Ser bonita no basta : Andreína Márquez (1 épisode)
- 2006: Túkiti, crecí de una : Wendy (109 épisodes)
- 2007 : Toda una dama : Helena Trujillo Laya
- 2008 : Isa TKM : Isabella Pasquali
- 2011 – 2013: Grachi : Mia Novoa (132 épisodes)
- 2012 : El paseo 2 : Natalia Calvo
- 2014 : La virgen de la calle : Juana Pérez (120 épisodes)
- 2015 : LORD OF DRUG
- 2015 - 2017 : Franky : Franky Andrade (159 épisodes)
- 2017 : Vikki RPM : Francesca Ortíz (59 épisodes)
- 2018 - 2019 : Deadly Class : Maria Salazar (10 épisodes)
- 2022 : The Exorcism of God : Esperenza
- 2025 : Superman de James Gunn